# 玛丽娜·利特温丘克
玛丽娜·维克托罗芙娜·利特温丘克（1988年3月12日—），旧姓波尔托兰（Паўтаран），白俄罗斯女子皮划艇运动员，2012年夏季奥林匹克运动会女子四人皮艇500米铜牌得主、2016年夏季奥林匹克运动会女子四人皮艇500米铜牌得主、2020年夏季奥林匹克运动会女子四人皮艇500米银牌得主。